# Championnat d'Uruguay de football 1967
Navigation
Édition précédente Édition suivante
La 65e édition du championnat d'Uruguay de football est remportée par le Club Atlético Peñarol. C’est le trentième titre de champion du club. Le Peñarol l’emporte avec six points d’avance sur le Club Nacional de Football et termine la compétition invaincu. Club Atlético Cerro complète le podium.
Centro Atlético Fénix est relégué en deuxième division et est remplacé par le Club Atlético River Plate.
Tous les clubs participant au championnat sont basés dans l’agglomération de Montevideo.
Alberto Spencer (Peñarol) termine avec 11 buts en 18 matchs meilleur buteur du championnat. 

## Les clubs de l'édition 1967
| \| Montevideo: · Club Atlético Cerro · Danubio Fútbol Club · Centro Atlético Fénix · Nacional · Peñarol · Club Atlético Progreso · Rampla Juniors · Racing Club · Sud América · Defensor · Liverpool Montevideo \| Localisation des clubs engagés dans le championnat. |
| Montevideo: · Club Atlético Cerro · Danubio Fútbol Club · Centro Atlético Fénix · Nacional · Peñarol · Club Atlético Progreso · Rampla Juniors · Racing Club · Sud América · Defensor · Liverpool Montevideo                                                           |

| Club                             | Stade                       | Capacité | Ville      |
| -------------------------------- | --------------------------- | -------- | ---------- |
| Club Atlético Cerro              | Estadio Luis Tróccoli       | -        | Montevideo |
| Danubio Fútbol Club              | Jardines Del Hipódromo      | -        | Montevideo |
| Defensor Sporting Club           | Estadio Luis Franzini       | -        | Montevideo |
| Centro Atlético Fénix            | Estadio Parque Capurro      | -        | Montevideo |
| Institución Atlética Sud América | -                           | -        | Montevideo |
| Liverpool Fútbol Club            | -                           | -        | Montevideo |
| Club Nacional de Football        | Estadio Gran Parque Central | -        | Montevideo |
| Club Atlético Peñarol            | Estadio Centenario          | -        | Montevideo |
| Racing Club de Montevideo        | Parque Osvaldo Roberto      | -        | Montevideo |
| Rampla Juniors Fútbol Club       | Estadio Olímpico            | -        | Montevideo |

## Compétition

### Classement
Le classement est établi sur le barème de points suivant : victoire à 2 points, match nul à 1, défaite à 0.
| Rang | Équipe                           | Pts | J  | G  | N  | P  | Bp | Bc | Diff |
| ---- | -------------------------------- | --- | -- | -- | -- | -- | -- | -- | ---- |
| 1    | Club Atlético Peñarol            | 33  | 18 | 15 | 3  | 0  | 43 | 6  | +37  |
| 2    | Club Nacional de Football T      | 27  | 18 | 11 | 5  | 2  | 26 | 16 | +10  |
| 3    | Club Atlético Cerro              | 20  | 18 | 7  | 6  | 5  | 21 | 16 | +5   |
| 4    | Racing Club de Montevideo        | 18  | 18 | 3  | 12 | 3  | 13 | 17 | -4   |
| 5    | Rampla Juniors Fútbol Club       | 17  | 18 | 6  | 5  | 7  | 21 | 22 | -1   |
| 6    | Danubio Fútbol Club              | 16  | 18 | 5  | 6  | 7  | 18 | 19 | -1   |
| 7    | Defensor Sporting Club           | 14  | 18 | 5  | 4  | 9  | 19 | 27 | -8   |
| 8    | Liverpool Fútbol Club P          | 13  | 18 | 3  | 7  | 8  | 14 | 23 | -9   |
| 9    | Centro Atlético Fénix            | 11  | 18 | 3  | 5  | 10 | 15 | 29 | -14  |
| 10   | Institución Atlética Sud América | 11  | 18 | 3  | 5  | 10 | 15 | 30 | -15  |

| Légende : Qualifications et relégations | Légende : Qualifications et relégations                            |
| --------------------------------------- | ------------------------------------------------------------------ |
|                                         | Champion d'Uruguay et qualification pour la Copa Libertadores 1968 |
|                                         | Vice-champion et qualification pour la Copa Libertadores 1968      |
|                                         | Relégué en deuxième division                                       |
|                                         | T : Tenant du titre P : Promus                                     |

## Bilan de la saison
| Championnat d'Uruguay de football 1967 |                                   |
| Champion                               | Club Atlético Peñarol (30e titre) |
| Qualifications continentales           |                                   |
| Copa Libertadores 1968                 | Club Atlético Peñarol             |
| Copa Libertadores 1968                 | Club Nacional de Football         |
| Promotions et relégations              |                                   |
| Promus en Primera División             | Club Atlético River Plate         |
| Relégués en Intermedia                 | Centro Atlético Fénix             |

## Statistiques

### Meilleur buteur
- Alberto Spencer  (Peñarol) 11 buts.